# Dugo Selo
Dugo Selo (lit. Lang landsby) er en by i storbyområdet og distriktet Zagreb, beliggende i det nordlige Kroatien. Dugo Selo ligger 20 km fra Zagrebs centrum.
Byen dækker et areal på 51 km² og består af adskillige bebyggelser, og har en befolkning på	17.676 (2021). Toppen af bakken Martin Breg ligger i den nordlige del af byen. De fleste kvarterer i Dugo Selo ligger på skråningerne af Martin Breg. Dugo Selo betragtes normalt som en forstad af Zagreb.

## Historie
I slutningen af det 19. og begyndelsen af det 20. århundrede var Dugo Selo en distriktshovedstad i det tidligere Zagreb distrikt i Kongeriget Kroatien-Slavonien.